# Fröhlich Brunó
Nagyszalánczy (Fröhlich) Brunó (1934-ig: Fröhlich Brunó) (Nagyszalánc, 1879. február 15. – Budapest, 1939. december 31.) erdőmérnök, minisztériumi tanácsos.

## Életpályája
Már gyerekkorában megszerette az erdőt, amely aztán elkísérte élete végéig. Középiskolai tanulmányait Kassán járta ki és erdészeti tanulmányai után, 1900-ban a rimaszombati magyar királyi erdőhivatalhoz nevezték ki erdőgyakornoknak. 1902-ben letette az erdészeti államvizsgát. Ekkor Erdélybe, a csíkszeredai magyar királyi erdőhivatalhoz került. 1904-ben mint magyar királyi erdészjelölt, visszakerült a rimaszombati magyar királyi erdőhivatalihoz. 1907-ben szolgálattételre a földművelésügyi minisztériumba rendelték. 1907-ben magyar királyi erdész, 1911-ben magyar királyi erdőmérnök, 1916-ban főerdőmérnök, 1921-ben erdőtanácsos és 1927-ben főerdőtanácsos lett. 1932-ben kapta meg a miniszteri tanácsosi címet. 1933-ban valóságos miniszteri tanácsos lett. Ebben a rangban vonult nyugdíjba 1936-ban.

## Családja
Szülei: Fröhlich Ágoston és Tanner Emma voltak. 1905–1908 között Kaffka Margit (1880–1918) írónő első férje volt. Egy fiuk született: Fröchlich László (1912–1918).